# IC 87
IC 87 — галактика типу SB? (компактна витягнута галактика) у сузір'ї Кит.
Цей об'єкт міститься в оригінальній редакції індексного каталогу.